# راپوشکا
راپوشکا (به مجاری:  Raposka) یک شهرداری در مجارستان است که در ناحیه تاپولکا واقع شده‌است. راپوشکا ۴٫۹ کیلومتر مربع مساحت و ۲۵۴ نفر جمعیت دارد.